# Vakht'ang (nome)
Vakht'ang (in georgiano ვახტანგ?, reso anche Vakhtang) è un nome proprio di persona georgiano maschile.

## Varianti in altre lingue
- Armeno: Վախթանգ (Vaxt'ang)
- Russo: Вахтанг (Vachtang)

## Origine e diffusione
Nome portato da alcuni re di Georgia, risalente all'antico persiano  𐎺𐎼𐎣 𐎫𐎵𐎢 (varka-tanu), che significa "dal corpo di lupo".

## Onomastico
Il nome è adespota, non essendo portato da alcun santo, quindi l'onomastico ricade il 1º novembre, giorno di Ognissanti.

## Persone
- Vakhtang I Gorgasali, re di Iberia

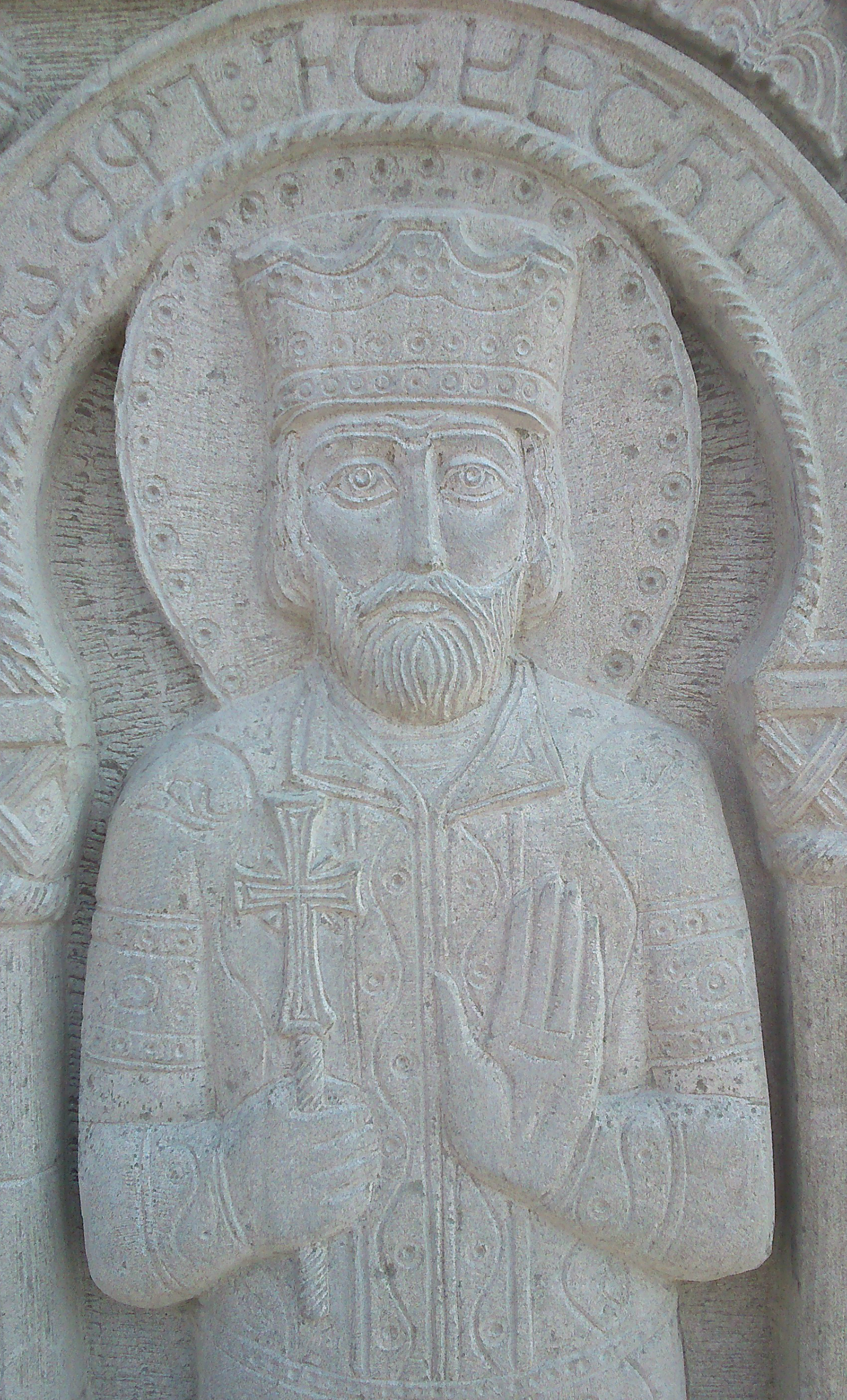
Vakhtang III di Georgia

- Vakhtang II di Georgia, re di Georgia
- Vakhtang III di Georgia, re di Georgia
- Vakhtang IV di Georgia, re di Georgia
- Vakhtang V di Cartalia, re di Cartalia
- Vakhtang VI di Cartalia, re di Cartalia
- Vakht'ang Iagorashvili, pentatleta sovietico naturalizzato statunitense
- Vakht'ang K'akhidze, compositore e direttore d'orchestra georgiano
- Vakhtang Kikabidze, cantautore, attore e regista georgiano
- Vakht'ang Koridze, calciatore georgiano

### Varianti
- Vaxtang Hakobyan, calciatore armeno